# Kolo de koala
Kolo de Koala is een  stripverhaal uit de reeks van Jerom.

## Locaties
- Morotariburcht, kasteel Helpendael, ziekenhuis

## Personages
- Jerom, Odilon, professor Barabas, tante Sidonia, president Arthur, leden van de Morotari, matroos Hanker, Ingelein (de nieuwe secretaresse van Jerom en Odilon), barones van Smarten, tuinman, jager, dokter, Kolo (koala)

## Het verhaal
De ridders van Morotari gaan met pensioen en Jerom en Odilon krijgen van professor Barabas een nieuw kasteel. De gouden stuntman en zijn helper zullen het prachtige werk voortzetten. Hij krijgt ook een nieuwe secretaresse; Ingelein. Onderweg naar het kasteel komen ze een botte matroos tegen. In het kasteel laat Ingelein het verborgen laboratorium zien. Je kunt er heel de wereld horen, zien en voelen. Er is een gouden telefoon waar mensen naar toe kunnen bellen als ze in nood zijn. Er wordt gebeld door barones van Smarten, een matroos heeft haar medicijn gestolen. Ze beschrijft de matroos en Jerom herkent de schipper van de rivierboot. Ze vinden de boot al snel, maar de matroos weet Jerom in de val te lokken en laat Odilon met hem wegvliegen op de motor.
De motor vliegt tegen een paal en Odilon raakt bewusteloos. De matroos komt in een vrachtauto terecht. Jerom tilt Odilon en de motor terug naar huis en Ingelein is verdwenen. Dan belt de barones opnieuw, haar krachten nemen af zonder de medicijnen. Jerom zet Odilon opnder de douche en de gouden stuntman en zijn helper gaan opnieuw op zoek naar de boot van Hanker. Ingelein is door Hanker gevangen genomen en het lukt haar een kist te openen als de matroos slaapt. Er zit een koala in de kist en het dier weet te ontsnappen. Jerom hoort dat een man een eucalyptus heeft gekweekt, maar hetplantje blijkt opgegeten te zijn door de koala. Jerom herinnert zich dat de matroos uit Australië komt en denkt dat de koala iets met hem te maken moet hebben. Ze gaan op zoek naar het dier, maar het moet vluchten voor een jager en zijn honden. 
Jerom en Odilon vinden de boot van de matroos en willen dat hij Ingelein loslaat en het medicijn terug geeft. De matroos dreigt om dynamiet te gebruiken. Jerom kan het lontje van het dynamiet uitmaken, maar dan dreigt de matroos met een pistool. Jerom geeft op en wacht met Odilon op de kant. Dan valt de koala de matroos aan. Jerom en Odilon komen te hulp en ze maken Ingelein los. Dan valt de matroos Odilon aan en Jerom slaat de man neer. Odilon bindt de man vast en dan horen de vrienden op de radio dat de barones in levensgevaar is. De vrienden zoeken naar de medicijnen en Jerom ontdekt dat het mandje van de koala een dubbele bodem heeft. Jerom vindt het medicijn en gaat naar het ziekenhuis. De barones kan op tijd geholpen worden. Odilon brengt de matroos naar het politiebureau. In Helpendael wordt nog lang nagepraat. Als Jerom zijn bloemen water wil geven, ziet hij dat de koala alle blaadjes opgegeten heeft. 